# Afundamento da frota alemã em Scapa Flow
O afundamento da frota alemã ocorreu no dia 21 de junho de 1919 em Scapa Flow nas Ilhas Órcades, Escócia, quando a maior parte da Frota de Alto-Mar alemã foi deliberadamente afundada por seus próprios marinheiros para que seus navios não fossem tomados pelos Aliados da Primeira Guerra Mundial. O Armistício de Compiègne que deu fim a guerra estipulou que boa parte das embarcações da Marinha Imperial Alemã deveriam ser entregues, porém não havia um consenso sobre o que aconteceria com a frota. Os alemães renderam seus navios em 21 de novembro de 1918 sob o comando do contra-almirante Ludwig von Reuter, sendo guiados pela Marinha Real Britânica até Scapa Flow, onde foram internados.
Ao todo, 74 embarcações foram rendidas e permaneceram em Scapa Flow junto com suas tripulações alemãs, que lentamente foram repatriadas. Enquanto isso, os Aliados discutiam o que fazer com a frota: França e Itália queriam ficar com alguns navios, ao passo que o Reino Unido desejava que fossem destruídos. Durante esse período, os marinheiros estavam em estado de total desmoralização, com pouca comida, disciplina, recreação e serviço postal. Reuter começou a planejar o afundamento deliberado de sua frota em maio de 1919 ao descobrir sobre os possíveis termos do Tratado de Versalhes.
O processo de afundamento foi iniciado pelos marinheiros alemães na manhã de 21 de junho, aproveitando-se do fato de que a 1ª Esquadra de Batalha britânica do vice-almirante Sydney Fremantle estava fora de Scapa Flow realizando exercícios. Os britânicos tentaram intervir assim que perceberam o que estava ocorrendo, no processo matando e ferindo alguns alemães, e conseguindo salvar algumas das embarcações. Entretanto, 52 navios afundaram, muitos dos quais foram recuperados no decorrer das duas décadas seguintes e rebocados para longe a fim de serem desmontados. Mesmo assim, os destroços de sete embarcações permanecem até hoje no fundo de Scapa Flow e são locais de mergulho protegidos por lei.

## Antecedentes

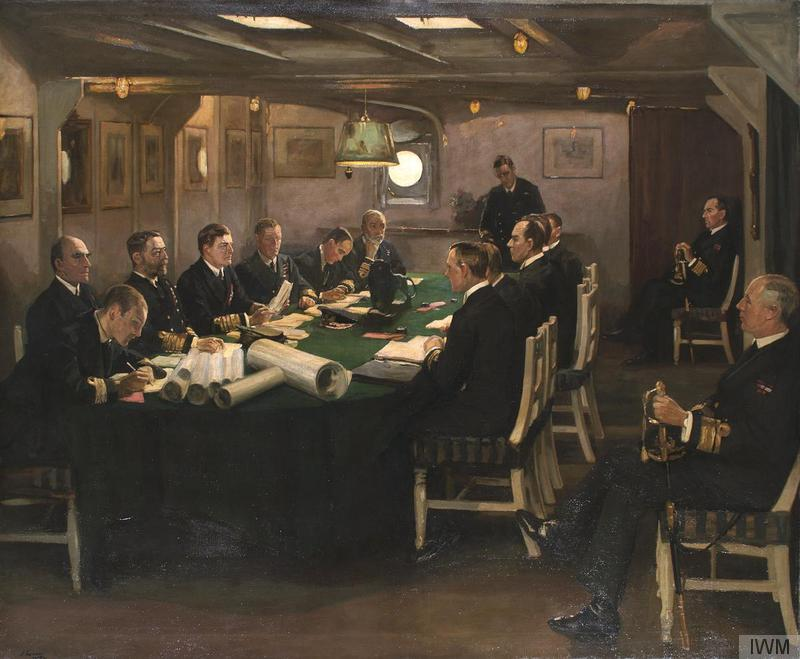
Pintura de John Lavery mostrando Beatty lendo os termos de rendição aos alemães a bordo do HMS Queen Elizabeth

A assinatura do Armistício de Compiègne em 11 de novembro de 1918 pôs fim à Primeira Guerra Mundial. As potências Aliadas concordaram que toda a frota de u-boots da Alemanha deveria ser rendida sem a possibilidade de retorno, porém não conseguiram chegar a um acordo sobre destino da frota de superfície. Os Estados Unidos sugeriram que os navios fossem internados em um porto neutro até uma decisão final ser alcançada, porém Noruega e Espanha, os dois países abordados sobre a questão, recusaram. O almirante britânico sir Rosslyn Wemyss sugeriu que as embarcações fossem internadas em Scapa Flow nas Ilhas Órcades, Escócia, com uma tripulação mínima, sendo vigiados nesse ínterim pela Grande Frota. Estes termos foram transmitidos para a Marinha Imperial Alemã em 12 de novembro, instruindo-os a preparar a Frota de Alto-Mar para partir em 18 de novembro, do contrário os Aliados iriam invadir o arquipélago da Heligolândia.
O contra-almirante alemão Hugo Meurer, o representante do almirante Franz von Hipper, o comandante da Frota de Alto-Mar, encontrou-se na noite do dia 15 de novembro com o almirante britânico sir David Beatty a bordo da capitânia deste, o HMS Queen Elizabeth. Beatty apresentou os termos a Meurer, que foram expandidos durante uma segunda reunião no dia seguinte. Os u-boots seriam rendidos para o contra-almirante Reginald Tyrwhitt em Harwich. A frota de superfície deveria navegar até o estuário do rio Forth e render-se a Beatty. Eles então seriam guiados até Scapa Flow e internados, esperando o resultado das negociações de paz. Meurer pediu para que a data limite fosse estendida, ciente que os marinheiros ainda estavam com um humor amotinado e que os oficiais teriam dificuldade de fazê-los obedecerem. Meurer assinou os termos.

## Rendição

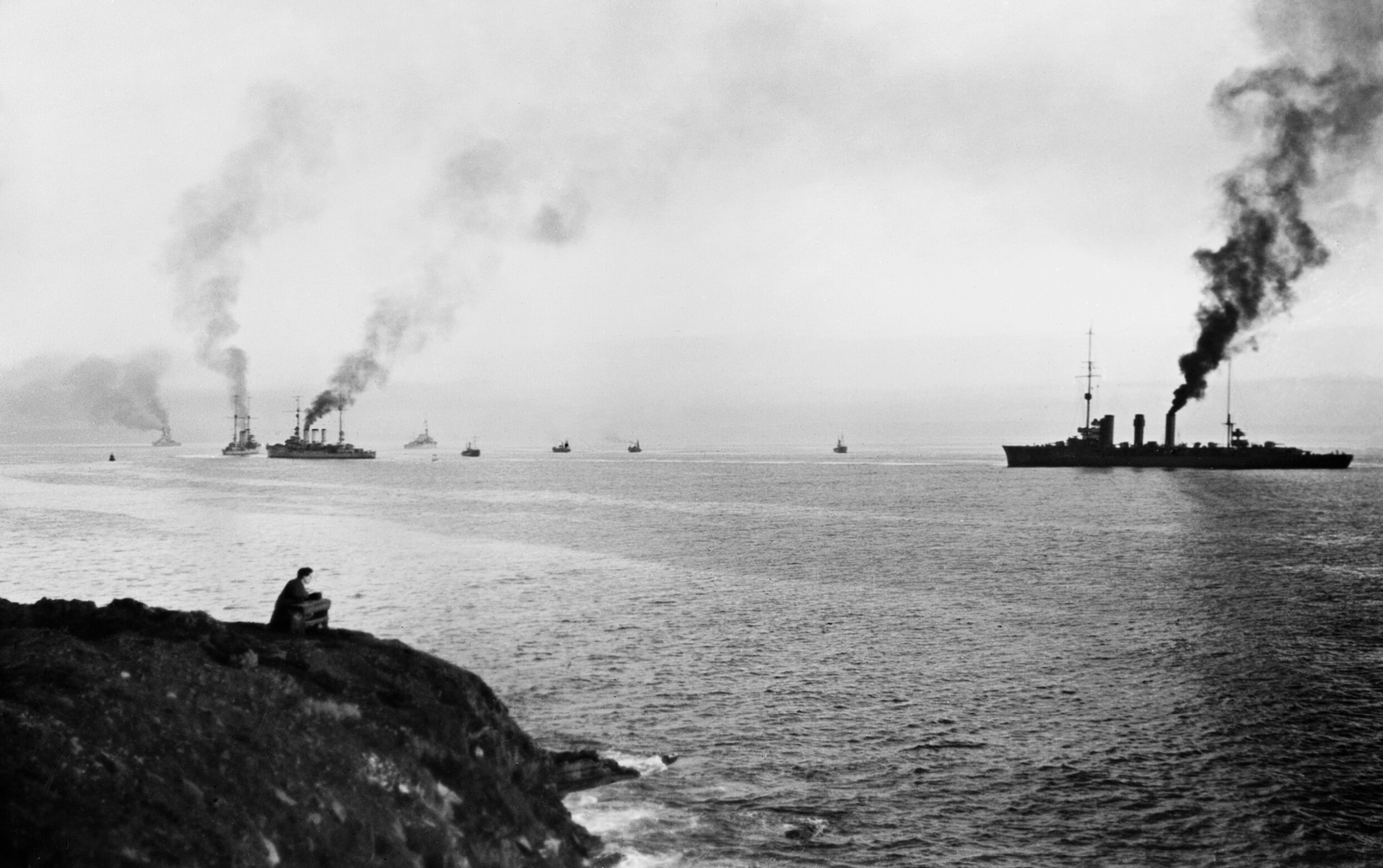
O SMS Emden, SMS Frankfurt e SMS Bremse entrando em Scapa Flow

As primeiras embarcações rendidas foram os u-boots, que começaram a chegar em Harwich no dia 20 de novembro; no final, 176 foram entregues. Hipper recusou-se a liderar sua frota até a rendição e assim delegou a tarefa para o contra-almirante Ludwig von Reuter. Os navios alemães encontraram-se na manhã de 21 de novembro com o cruzador rápido HMS Cardiff, que os levou para um encontro com mais de 370 embarcações da Grande Frota e países aliados. Havia setenta navios alemães no total; o couraçado SMS König e o cruzador rápido SMS Dresden tiveram problemas de motor e precisaram ser deixados para trás. O barco torpedeiro SMS V30 bateu em uma mina durante o cruzamento e afundou. Os alemães foram escoltados até o estuário do Forth, onde ancoraram. Beatty sinalizou a eles que "A bandeira alemã será arriada ao pôr do sol hoje e não será hasteada novamente sem permissão".
A frota então foi movida para Scapa Flow entre os dias 25 e 27 de novembro; os barcos torpedeiros foram deixados no Estreito de Gutter, enquanto os couraçados e os cruzadores foram ancorados ao norte e oeste da ilha de Cava. 74 navios foram internados no total, com o König e o Dresden chegando em 6 de dezembro acompanhados pelo torpedeiro SMS V129, que substituiu o V30. A última embarcação a chegar foi o couraçado SMS Baden em 9 de janeiro de 1919.  Os navios internados foram inicialmente vigiados pela Força de Cruzadores de Batalha, depois reduzida para a Esquadra de Cruzadores de Batalha, comandadas sucessivamente pelo vice-almirante sir William Pakenham, o contra-almirante sir Henry Oliver e o contra-almirante sir Roger Keyes. A 2ª Esquadra de Batalha da Frota do Atlântico, sob o comando do vice-almirante sir Arthur Leveson, assumiu as funções de guarda em 1º de maio, sendo sucedidos logo no dia 18 do mesmo mês pela 1ª Esquadra de Batalha do vice-almirante Sydney Fremantle.

## Cativeiro

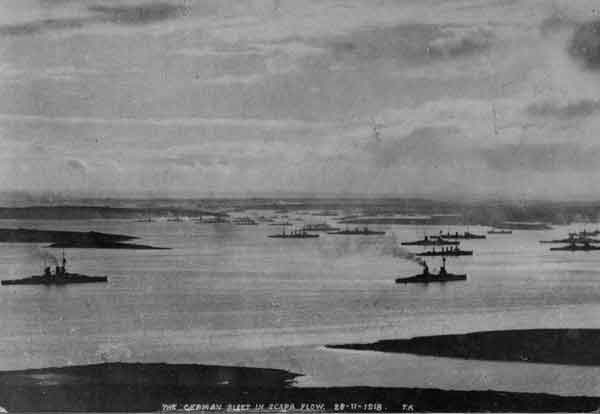
A frota alemã em Scapa Flow no dia 28 de novembro de 1918.

O estado nos navios alemães durante o internamento era "de completa desmoralização". Quatro questões exacerbaram essa situação: falta de disciplina, comida ruim, falta de recreação e serviço postal lento. O resultado cumulativo desses problemas criou uma "imundície indescritível em alguns dos navios". O almirante sir Charles Madden, segundo em comando da Grande Frota, escreveu em 29 de novembro para seu cunhado e ex-superior lorde John Jellicoe, 1º Visconde Jellicoe, que "Todas as ordens propostas são consideradas e contra-assinadas pelo comitê dos homens antes de serem executadas e então elas são realizadas quando convém". Foi dito que os oficiais alemães ficaram "envergonhados" quando visitaram uma das embarcações. Comida era enviada da Alemanha duas vezes por mês, mas era monótona e de pouca qualidade. Pegar peixes e aves proporcionava um suplemento para a dieta e alguma recreação. Uma grande quantidade de conhaque também foi enviada. A recreação disponível era limitada aos navios, já que os britânicos não permitiam que os marinheiros alemães fossem para terra firme ou visitassem alguma outra embarcação vizinha. Oficiais e marinheiros britânicos só podiam visitar durante ocasiões oficiais. Correio enviado para a Alemanha desde o início era censurado, algo que mais tarde também foi aplicado ao correio que chegava. Os alemães tinham direito a trezentos cigarros por mês, ou 75 charutos. Havia médicos alemães internados junto com as frotas, porém nenhum dentista, e os britânicos recusaram-se a proporcionar cuidados dentários.
O comando dos navios internados era exercido por Reuter, que hasteava sua bandeira no couraçado SMS Friedrich der Grosse, sua capitânia. Ele tinha uma traineira britânica a sua disposição para visitar os navios e emitir ordens escritas sobre assuntos urgentes, com sua equipe ocasionalmente recebendo permissão para visitar outras embarcações a fim de cuidar da repatriação de oficiais e tripulantes. Reuter estava com saúde ruim e pediu em 25 de março que sua bandeira fosse transferida para o cruzador rápido SMS Emden, pois não tinha conseguido dormir por noites seguidas devido a um grupo de marinheiros revolucionários que se autointitulavam a "Guarda Vermelha" e que ficavam batendo os pés no teto de sua cabine. O número de homens sob seu comando foi continuamente reduzido no decorrer dos sete meses de internamento dos aproximadamente vinte mil marinheiros originais que levaram os navios para Scapa Flow em novembro de 1918. Quatro mil voltaram para a Alemanha em 3 de dezembro, seis mil em 6 de dezembro e cinco mil em 12 de dezembro, deixando por volta 4 815 homens, dos quais aproximadamente cem eram repatriados mensalmente.

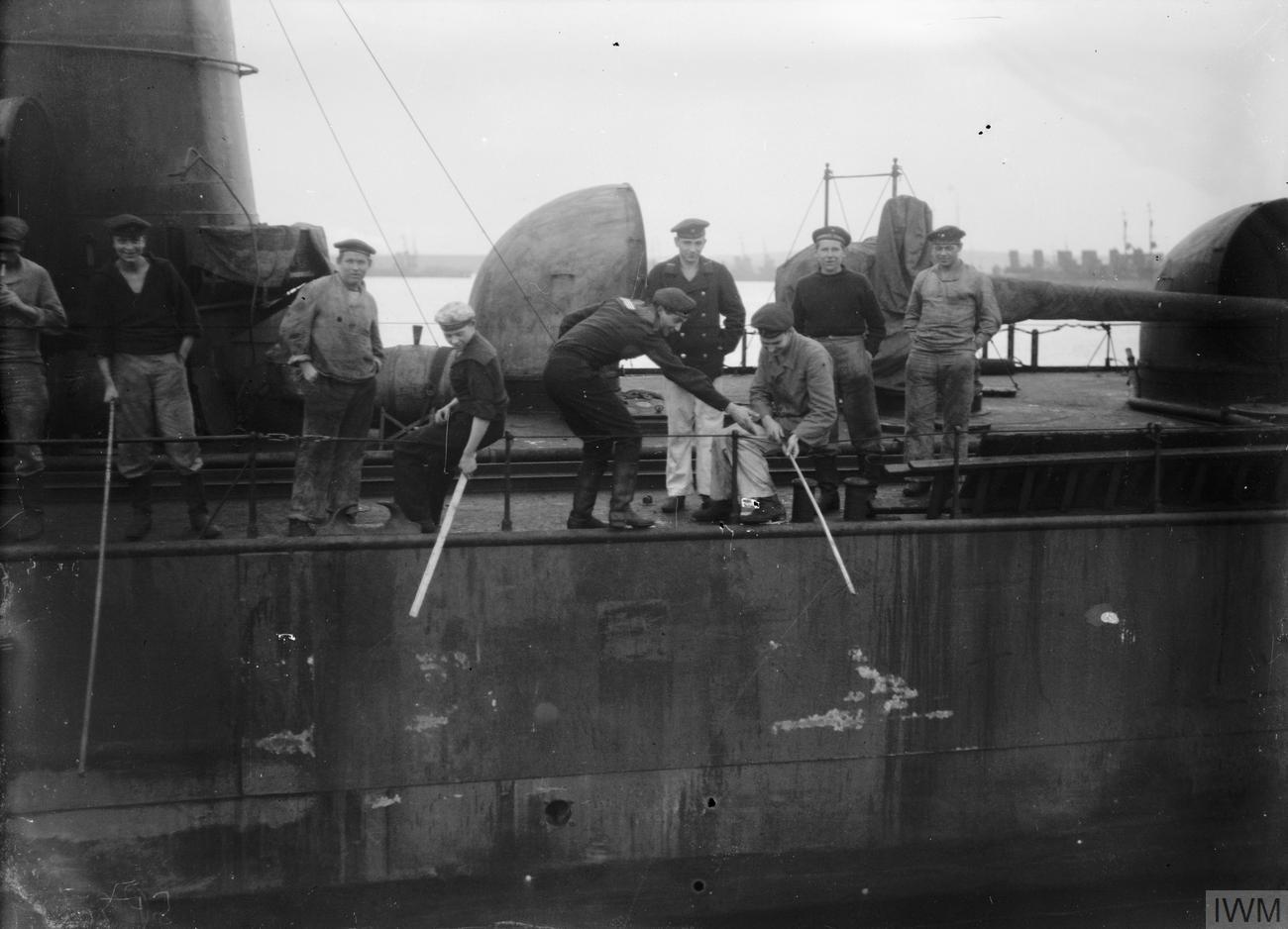
Marinheiros alemães pescando do convés de um torpedeiro

Negociações sobre o destino dos navios estavam em andamento na Conferência de Paz de Paris. França e Itália queriam, cada um, um quarto das embarcações. O Reino Unido queria que fossem destruídos, pois sabia que qualquer redistribuição diminuiria a vantagem proporcional que tinha em relação às marinhas dos outros países. Os alemães não tinham permissão de destruírem seus próprios navios sob o Artigo XXXI do armistício. Tanto Beatty quanto Madden tinham aprovado planos para tomar as embarcações caso as tripulações tentassem afundá-los; Keyes e Leveson recomendaram que os navios fossem tomados de qualquer jeito e os alemães fossem internados em terra na ilha Nigg, porém suas sugestões não foram levadas adiante. Suas preocupações não eram sem justificativa, pois Reuter tinha mencionado com seu chefe de gabinete já em janeiro de 1919 sobre a possibilidade de afundar sua frota. Ele soube em maio sobre os possíveis termos do Tratado de Versalhes e começou a preparar planos detalhados para afundar os navios. Uma nova repatriação em 18 de junho deixou apenas homens confiáveis para realizar as preparações. No mesmo dia ele emitiu ordens para todas as embarcações da frota, afirmando no parágrafo onze que "É minha intenção afundar os navios apenas se o inimigo tentar tomar posse deles sem o consentimento de nosso governo. Caso nosso governo concorde nos termos de paz com render os navios, então os navios serão entregues, para a duradoura desgraça daqueles que nos colocaram nesta posição".
Nesse meio tempo a assinatura do Tratado de Versalhes foi marcada para o meio-dia de 21 de junho de 1919. A 1ª Esquadra de Batalha preparou-se para entrar nos navios alemães e realizar uma verificação à força à procura de sinais de que a frota estava preparando-se para afundar. Madden pediu pessoalmente no Almirantado Britânico em 13 de junho que avaliações políticas diárias fossem realizadas a partir de 17 de junho a fim de se prepararem para agir, porém ele comentou pouco depois com Beatty que não tinham "nenhuma indicação confiável sobre a atitude dos Alemães em relação aos termos de paz". Fremantle submeteu a Madden em 16 de junho um esquema para tomar as embarcações à meia-noite do dia 21 para o 22, depois da data em que o tratado deveria ser assinado. Madden aprovou o plano em 19 de junho, porém só depois de ser informado de que o prazo para a assinatura do tratado fora ampliado até às 19h do dia 23, não informando isto a Fremantle. Este descobriu sobre a extensão do prazo ao ver uma notícia de jornal no mesmo dia e presumiu que era verdade. Ele tinha sido instruído por Madden a praticar seus couraçados contra ataques de torpedo, o que necessitava de clima bom para que os torpedos fossem recuperados. O clima na noite de 20 junho estava favorável; assim, Fremantle ordenou que a 1ª Esquadra de Batalha deixasse Scapa Flow na manhã seguinte às 9h para treinarem. A operação para tomar os navios alemães foi adiada até a noite de seu retorno em 23 de junho, depois do prazo de assinatura do tratado. Fremantle posteriormente afirmou que disse extraoficialmente a Reuter antes de deixar Scapa Flow que o armistício ainda estava em efeito.

## Afundamento

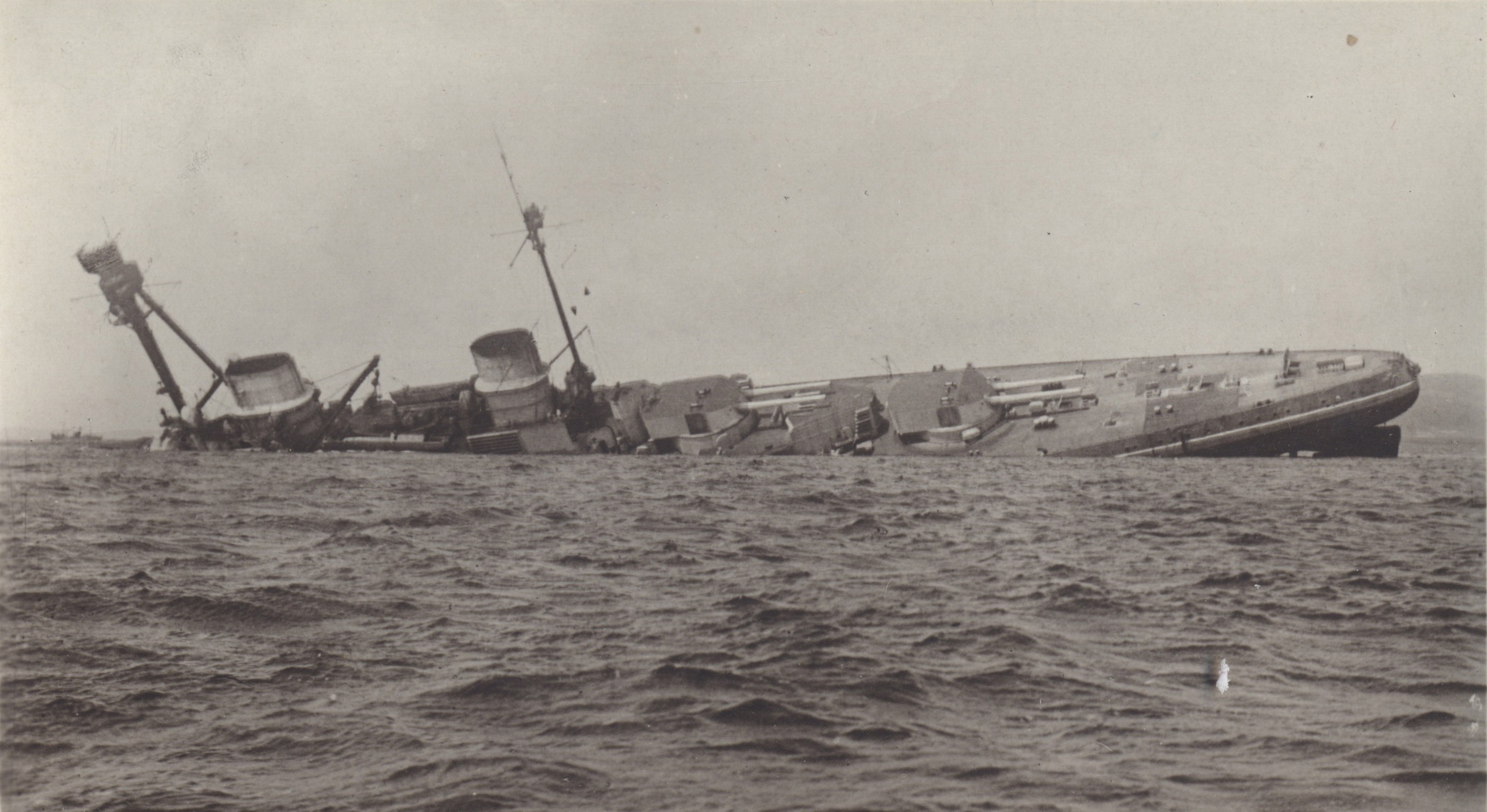
O SMS Derfflinger afundando pela proa.

Reuter enviou um sinal de bandeira por volta das 10h de 21 de junho de 1919 ordenando que toda a frota se preparasse para o sinal de afundamento. O sinal de bandeira foi emitido às 11h20min: "Para todos os Oficiais Comandantes e Líderes dos Barcos Torpedeiros. Parágrafo onze do dia desta data. Confirmar. Chefe da Esquadra Internada". O sinal foi repetido por semáforo e holofotes. O afundamento começou imediatamente: válvulas foram abertas e encanamentos internos destruídos. Portinholas já tinham sido afrouxadas previamente, portas estanques e tampas de condensador foram deixadas abertas, e em alguns navios buracos foram feitos através de anteparas, tudo isso para facilitar a entrada da água assim que o afundamento começasse.
O afundamento só começou a ficar perceptível ao meio-dia, quando o Friedrich der Grosse adernou para estibordo e todos os navios hastearam o Estandarte Imperial Alemão. As tripulações então começaram a abandonar as embarcações. As forças britânicas que tinham ficado em Scapa Flow consistiam em três contratorpedeiros, um deles sob reparos, sete arrastões e várias traineiras. Fremantle começou a receber notícias do afundamento às 12h20min e cancelou os exercícios da esquadra quinze minutos depois, voltando em velocidade máxima. Ele e uma divisão de navios chegaram às 14h30min, tempo suficiente para ver apenas as embarcações maiores ainda flutuando. O vice-almirante tinha antes disso enviado um sinal de rádio ordenando que todos os navios disponíveis impedissem que as embarcações alemãs afundassem ou para que as encalhassem. O último navio alemão a afundar foi o cruzador de batalha SMS Hindenburg às 17h, altura em que quinze das maiores embarcações já tinham afundado e apenas o Baden tinha sobrevivido. Cinco cruzadores rápidos e 32 barcos torpedeiros afundaram. Nove marinheiros alemães foram baleados e mortos, enquanto outros dezesseis foram feridos em seus botes salva-vidas.
Durante a tarde, 1 774 alemães foram transportados pelos couraçados da 1ª Esquadra de Batalha até Invergordon. Fremantle havia emitido uma ordem geral declarando que os alemães deveriam ser tratados como prisioneiros de guerra por terem quebrado os termos do armistício e que estavam destinados a campos de prisioneiros de guerra em Nigg. Reuter e vários de seus oficiais foram levados para o couraçado HMS Revenge, onde os dois almirantes discutiram brevemente através de um intérprete; o alemão assumiu responsabilidade total pelo afundamento da frota e pediu para que seus homens não fossem punidos. O almirante britânico reuniu os alemães no tombadilho do Revenge no dia seguinte e os acusou de terem recomeçado as hostilidades por meio de ações que careciam de "fé e honra". Fremantle mesmo assim afirmou tempos depois em particular que "Não pude resistir sentir certa simpatia por von Reuter, que preservou sua dignidade quando colocado contra uma posição altamente desagradável e injusta". A maioria dos marinheiros alemães logo foram enviados de volta para a Alemanha, porém Reuter permaneceu preso no Reino Unido até janeiro de 1920.

## Consequências

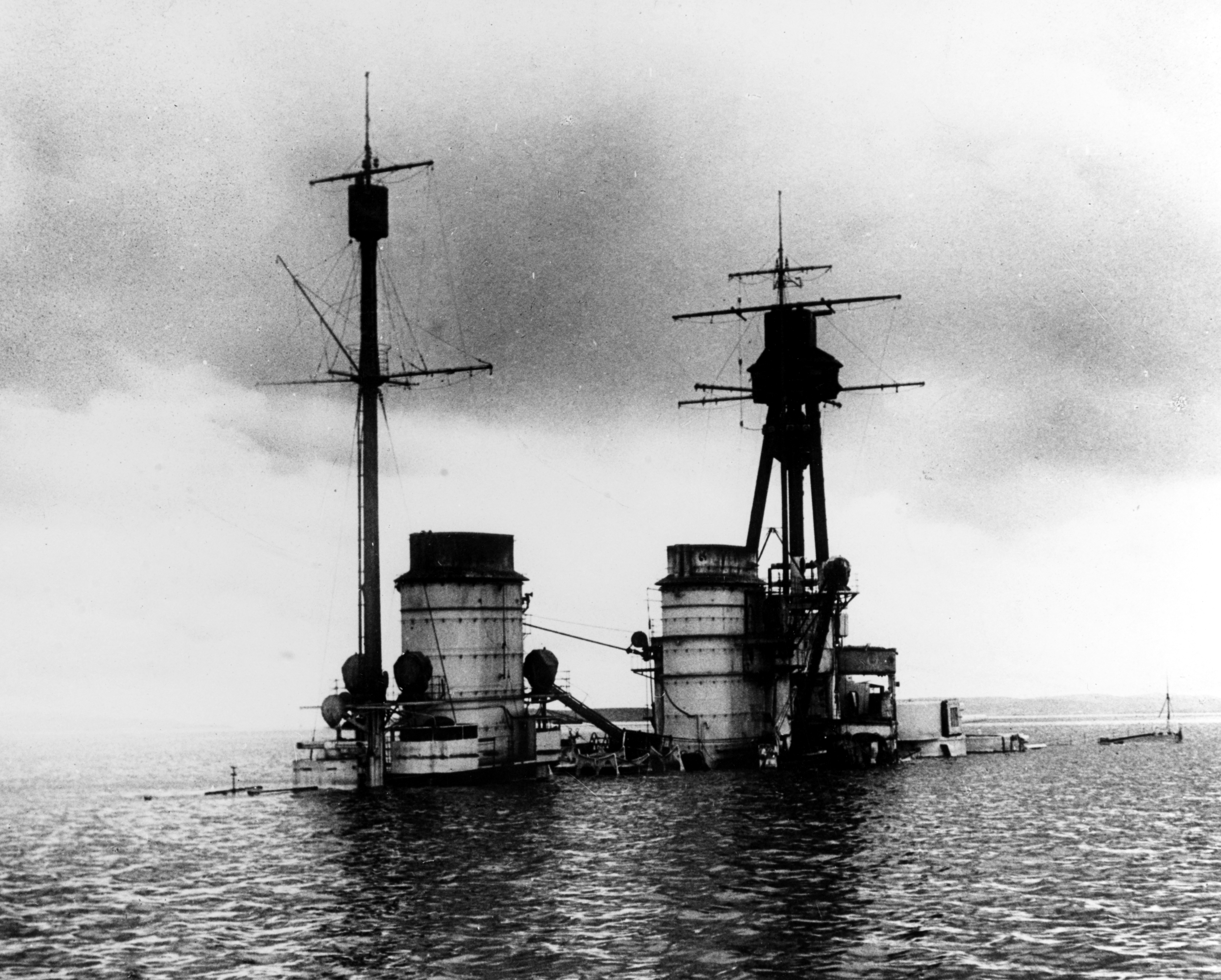
O SMS Hindenburg afundado.

Dos 74 navios alemães que foram internados em Scapa Flow, foram afundados quinze dos dezesseis couraçados e cruzadores de batalha; cinco dos oito cruzadores rápidos; e 32 dos cinquenta torpedeiros. Os restantes permaneceram flutuando ou foram rebocados para águas mais rasas e encalhados. Estes foram posteriormente entregues para as marinhas de outros países Aliados. Porém, a maioria das embarcações afundadas inicialmente foram deixadas no fundo de Scapa Flow, já que o custo de suas recuperações foi considerado não valer a pena os retornos em potencial, devido ao excesso de sucata deixado ao final da guerra, com muitos dos navios obsoletos já tendo sido desmontados. Os franceses ficaram particularmente decepcionados pela perda da frota alemã, enquanto britânicos e os próprios alemães ficaram satisfeitos. Wemyss afirmou que "Eu enxergo o naufrágio da frota Alemã como uma verdadeira benção", enquanto o almirante alemão Reinhard Scheer declarou que "Alegro-me. A mancha da rendição foi apagada do escudo da Frota Alemã. O naufrágio destes navios provou que o espírito da frota não está morto".
A Marinha Real Britânica, depois de pressão dos habitantes locais, permitiu que empresas privadas tentassem levantar as embarcações afundadas para depois desmontá-las. O empreiteiro Ernest Cox envolveu-se em 1923 e comprou 26 barcos torpedeiros do Almirantado por 250 libras esterlinas, além do Hindenburg e do cruzador de batalha SMS Seydlitz, por meio de sua empresa Cox & Danks. Ele começou as operações de recuperação no ano seguinte usando uma doca seca alemã que tinha comprado e modificado. Cox conseguiu levantar 24 dos 26 torpedeiros em um ano e meio, em seguida indo trabalhar nos navios maiores. Ele desenvolveu uma técnica em que mergulhadores tampavam os buracos nos cascos e depois bombeavam ar pra dentro das embarcações, que subiam para a superfície e então eram rebocados até desmontadores. Cox recuperou vários navios através desse processo, porém, seus métodos eram custosos - com o preço final da recuperação do Hindeburg chegando em trinta mil libras. Uma greve geral sobre carvão em 1926 quase paralisou as operações, mas Cox conseguiu tirar carvão dos destroços do Seydlitz e usá-lo para manter suas máquinas funcionando até o fim da greve.

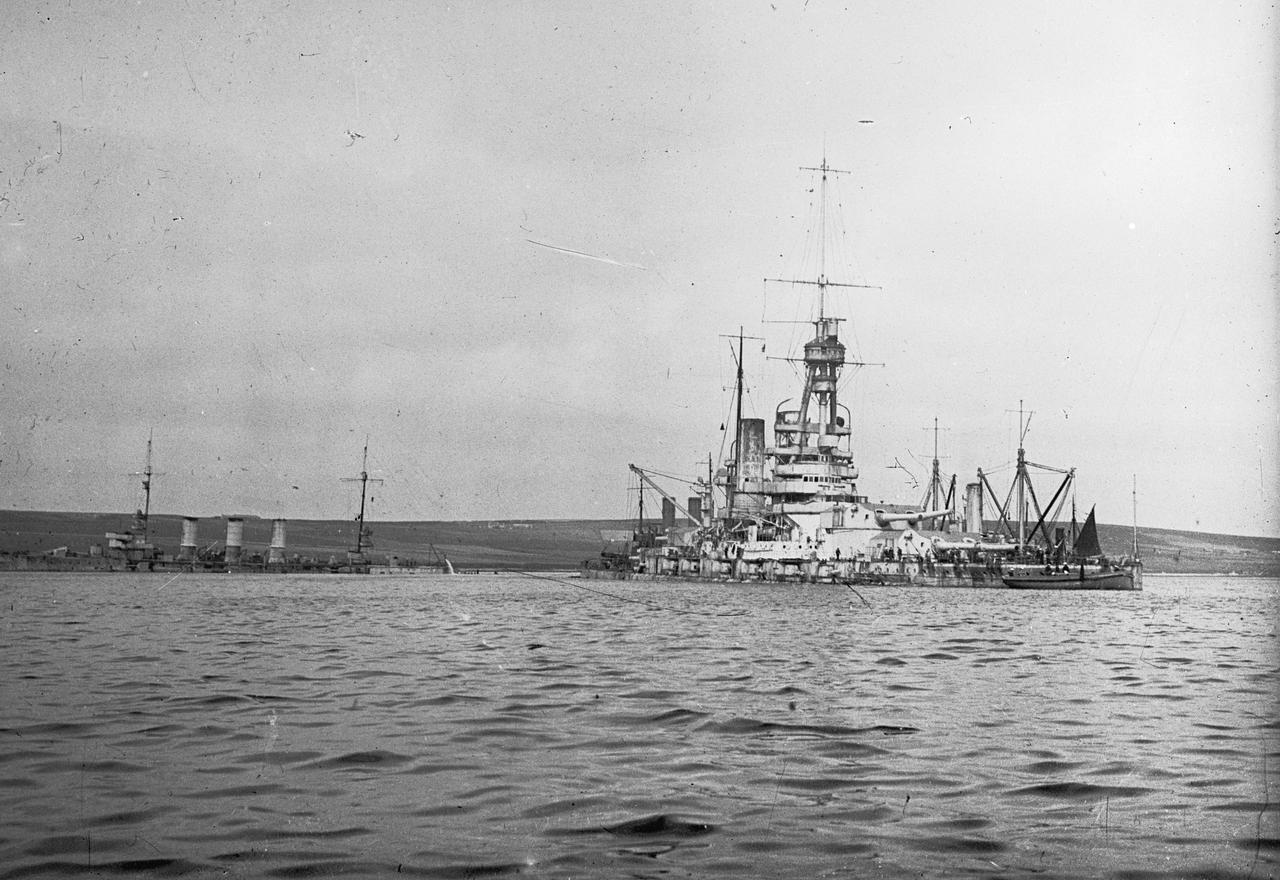
Trabalhos de recuperação em andamento no SMS Baden. O SMS Frankfurt pode ser visto ao fundo.

A recuperação do Seydlitz mostrou-se bem complicada, já que o cruzador afundou novamente durante a primeira tentativa de levantá-lo e isso destruiu boa parte dos equipamentos de recuperação. Cox não se abalou e tentou novamente, ordenando que câmeras de notícias estivessem presentes da próxima vez que o navio fosse levantado para que elas o filmassem testemunhando o evento. Este plano quase falhou com o Seydlitz, que foi acidentalmente levantado enquanto Cox estava de férias na Suíça. Ele ordenou que seus trabalhadores afundassem o navio de novo, retornando então para a Escócia para estar presente enquanto o Seydlitz era levantado mais uma vez. Sua companhia no total recuperou os 24 torpedeiros, dois cruzadores de batalha e cinco couraçados.
Cox retirou-se da recuperação das embarcações na década de 1930 devido a enormes perdas de dinheiro, vendendo sua parte para a Alloa Shipbreaking Company e aposentando-se como o "homem que comprou uma marinha". A Alloa continuou os trabalhos e recuperou outros cruzadores de batalha, cruzadores rápidos e couraçados, porém o começo da Segunda Guerra Mundial em 1939 encerrou as operações. Os destroços do König, Dresden, SMS Kronprinz Wilhelm, SMS Markgraf, SMS Brummer, SMS Cöln e SMS Karlsruhe estavam em águas muito profundas para serem levantados, não existindo nenhum incentivo econômico para que fossem recuperados.  Recuperações menores ainda foram realizadas depois para pegar pequenos pedaços de metal, principalmente para a criação de aparelhos sensíveis a radiação, já que os navios foram construídos antes de qualquer contaminação radioativa. Os sete destroços são protegidos pelo Decreto de Monumentos Antigos e Áreas Arqueológicas de 1979; mergulhos nas embarcações são permitidos, porém não se pode retirar nenhum artefato do local.

## Lista de navios

Localização dos navios alemães em Scapa Flow.

| Nome                 | Tipo                | Afundado/Encalhado | Destino                                                               |
| -------------------- | ------------------- | ------------------ | --------------------------------------------------------------------- |
| Baden                | Couraçado           | Encalhado          | Transferido para controle britânico; afundado como alvo em 1921       |
| Bayern               | Couraçado           | Afundado, 14h30min | Recuperado em setembro de 1934                                        |
| Friedrich der Grosse | Couraçado           | Afundado, 12h16min | Recuperado em 1937                                                    |
| Grosser Kurfürst     | Couraçado           | Afundado, 13h30min | Recuperado em abril de 1938                                           |
| Kaiser               | Couraçado           | Afundado, 13h15min | Recuperado em março de 1929                                           |
| Kaiserin             | Couraçado           | Afundado, 14h00min | Recuperado em maio de 1936                                            |
| König                | Couraçado           | Afundado, 14h00min | Naufragado                                                            |
| König Albert         | Couraçado           | Afundado, 12h54min | Recuperado em julho de 1935                                           |
| Kronprinz Wilhelm    | Couraçado           | Afundado, 13h15min | Naufragado                                                            |
| Markgraf             | Couraçado           | Afundado, 16h45min | Naufragado                                                            |
| Prinzregent Luitpold | Couraçado           | Afundado, 13h15min | Recuperado em março de 1929                                           |
| Derfflinger          | Cruzador de batalha | Afundado, 14h45min | Recuperado em agosto de 1939                                          |
| Hindenburg           | Cruzador de batalha | Afundado, 17h00min | Recuperado em julho de 1930                                           |
| Moltke               | Cruzador de batalha | Afundado, 13h10min | Recuperado em junho de 1927                                           |
| Seydlitz             | Cruzador de batalha | Afundado, 13h50min | Recuperado em novembro de 1929                                        |
| Von der Tann         | Cruzador de batalha | Afundado, 14h15min | Recuperado em dezembro de 1930                                        |
| Bremse               | Cruzador rápido     | Afundado, 14h30min | Recuperado em novembro de 1929                                        |
| Brummer              | Cruzador rápido     | Afundado, 13h05min | Naufragado                                                            |
| Cöln                 | Cruzador rápido     | Afundado, 13h50min | Naufragado                                                            |
| Dresden              | Cruzador rápido     | Afundado, 13h50min | Naufragado                                                            |
| Emden                | Cruzador rápido     | Encalhado          | Transferido para controle francês; desmontado em 1926                 |
| Frankfurt            | Cruzador rápido     | Encalhado          | Transferido para controle norte-americano; afundado como alvo em 1921 |
| Karlsruhe            | Cruzador rápido     | Afundado, 15h50min | Naufragado                                                            |
| Nürnberg             | Cruzador rápido     | Encalhado          | Transferido para controle britânico; afundado como alvo em 1922       |
| S32                  | Barco torpedeiro    | Afundado           | Recuperado em junho de 1925                                           |
| S36                  | Barco torpedeiro    | Afundado           | Recuperado em abril de 1925                                           |
| G38                  | Barco torpedeiro    | Afundado           | Recuperado em setembro de 1924                                        |
| G39                  | Barco torpedeiro    | Afundado           | Recuperado em julho de 1925                                           |
| G40                  | Barco torpedeiro    | Afundado           | Recuperado em julho de 1925                                           |
| V43                  | Barco torpedeiro    | Encalhado          | Transferido para controle norte-americano; afundado como alvo em 1921 |
| V44                  | Barco torpedeiro    | Encalhado          | Transferido para controle britânico; desmontado em 1922               |
| V45                  | Barco torpedeiro    | Afundado           | Recuperado em 1922                                                    |
| V46                  | Barco torpedeiro    | Encalhado          | Transferido para controle francês; desmontado em 1924                 |
| S49                  | Barco torpedeiro    | Afundado           | Recuperado em dezembro de 1924                                        |
| S50                  | Barco torpedeiro    | Afundado           | Recuperado em outubro de 1924                                         |
| S51                  | Barco torpedeiro    | Encalhado          | Transferido para controle britânico; desmontado em 1922               |
| S52                  | Barco torpedeiro    | Afundado           | Recuperado em outubro de 1924                                         |
| S53                  | Barco torpedeiro    | Afundado           | Recuperado em agosto de 1924                                          |
| S54                  | Barco torpedeiro    | Afundado           | Parcialmente recuperado                                               |
| S55                  | Barco torpedeiro    | Afundado           | Recuperado em agosto de 1924                                          |
| S56                  | Barco torpedeiro    | Afundado           | Recuperado em junho de 1925                                           |
| S60                  | Barco torpedeiro    | Encalhado          | Transferido para controle japonês; desmontado em 1922                 |
| S65                  | Barco torpedeiro    | Afundado           | Recuperado em maio de 1922                                            |
| V70                  | Barco torpedeiro    | Afundado           | Recuperado em agosto de 1924                                          |
| V73                  | Barco torpedeiro    | Encalhado          | Transferido para controle britânico; desmontado em 1922               |
| V78                  | Barco torpedeiro    | Afundado           | Recuperado em setembro de 1925                                        |
| V80                  | Barco torpedeiro    | Encalhado          | Transferido para controle japonês; desmontado em 1922                 |
| V81                  | Barco torpedeiro    | Encalhado          | Afundado no caminho para a desmontagem                                |
| V82                  | Barco torpedeiro    | Encalhado          | Transferido para controle britânico; desmontado em 1922               |
| V83                  | Barco torpedeiro    | Afundado           | Recuperado em 1923                                                    |
| V86                  | Barco torpedeiro    | Afundado           | Recuperado em julho de 1925                                           |
| V89                  | Barco torpedeiro    | Afundado           | Recuperado em dezembro de 1922                                        |
| V91                  | Barco torpedeiro    | Afundado           | Recuperado em setembro de 1924                                        |
| G92                  | Barco torpedeiro    | Encalhado          | Transferido para controle britânico; desmontado em 1922               |
| V100                 | Barco torpedeiro    | Encalhado          | Transferido para controle francês; desmontado em 1921                 |
| G101                 | Barco torpedeiro    | Afundado           | Recuperado em abril de 1926                                           |
| G102                 | Barco torpedeiro    | Encalhado          | Transferido para controle norte-americano; afundado como alvo em 1921 |
| G103                 | Barco torpedeiro    | Afundado           | Recuperado em setembro de 1925                                        |
| G104                 | Barco torpedeiro    | Afundado           | Recuperado em abril de 1926                                           |
| B109                 | Barco torpedeiro    | Afundado           | Recuperado em março de 1926                                           |
| B110                 | Barco torpedeiro    | Afundado           | Recuperado em dezembro de 1925                                        |
| B111                 | Barco torpedeiro    | Afundado           | Recuperado em março de 1926                                           |
| B112                 | Barco torpedeiro    | Afundado           | Recuperado em fevereiro de 1926                                       |
| V125                 | Barco torpedeiro    | Encalhado          | Transferido para controle britânico; desmontado em 1922               |
| V126                 | Barco torpedeiro    | Encalhado          | Transferido para controle francês; desmontado em 1925                 |
| V127                 | Barco torpedeiro    | Encalhado          | Transferido para controle japonês; desmontado em 1922                 |
| V128                 | Barco torpedeiro    | Encalhado          | Transferido para controle britânico; desmontado em 1922               |
| V129                 | Barco torpedeiro    | Afundado           | Recuperado em agosto de 1925                                          |
| S131                 | Barco torpedeiro    | Afundado           | Recuperado em agosto de 1924                                          |
| S132                 | Barco torpedeiro    | Encalhado          | Transferido para controle norte-americano; afundado em 1921           |
| S136                 | Barco torpedeiro    | Afundado           | Recuperado em abril de 1925                                           |
| S137                 | Barco torpedeiro    | Encalhado          | Transferido para controle britânico; desmontado em 1922               |
| S138                 | Barco torpedeiro    | Afundado           | Recuperado em maio de 1925                                            |
| H145                 | Barco torpedeiro    | Afundado           | Recuperado em março de 1925                                           |